# Eirik Bakke
Eirik Bakke (Sogndal, Noruega, 13 de setembro de 1977) é um treinador e ex-futebolista norueguês, que atuava como meia.

## Carreira
Jogou no Leeds United Association FC, time da League One, ou seja, time da 3ª divisão inglesa.
Bakke integrou a Seleção Norueguesa de Futebol na Eurocopa de 2000.